# Wurigumula
Wurigumula (ciríl·lic mongol: Ургaмал, Llatí: Urgamal, xinès simplificat: 乌日古木拉, pinyin: Wūrìgǔmùlā) és una jugadora professional de futbol xinesa d'ètnia mongol que juga de davantera al Central Coast Mariners de l'A-League australiana.
Del 2018 al 2023 va jugar al Changchun Dazhong, amb qui va aconseguir el campionat nacional els anys 2021 i 2022. Va estudiar a la Universitat Normal de Mongòlia Interior.
És internacional per la selecció xinesa des del 2021, participant als Jocs Olímpics de Tòquio.